# Meiogyne cylindrocarpa
Meiogyne cylindrocarpa är en kirimojaväxtart som först beskrevs av William Burck och som fick sitt nu gällande namn av E.C.H.van Heusden.
Meiogyne cylindrocarpa ingår i släktet Meiogyne och familjen kirimojaväxter. Utöver nominatformen finns också underarten Meiogyne cylindrocarpa trichocarpa.

## Bildgalleri

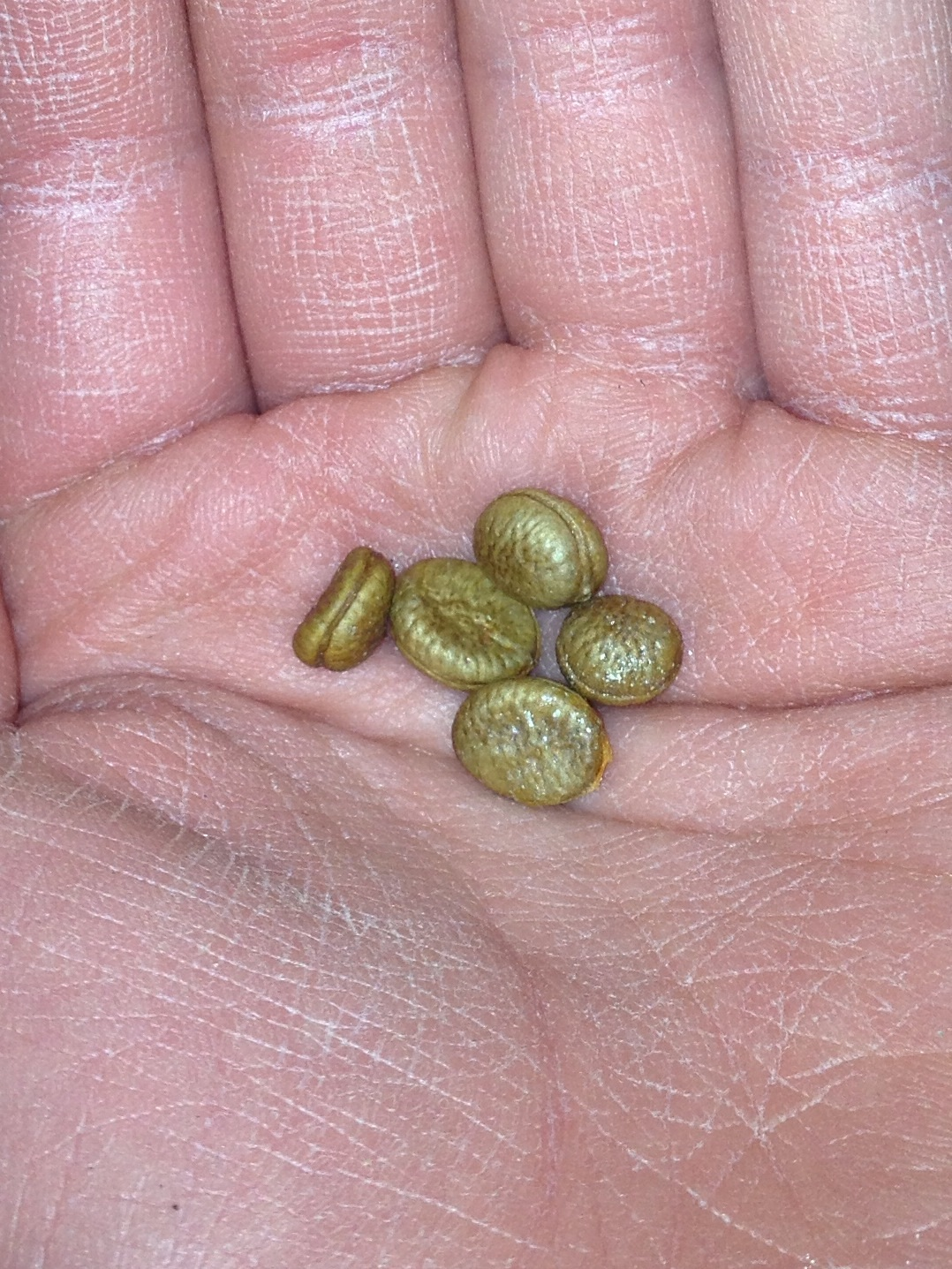